# Bertold Spuler
Bertold Spuler (Karlsruhe, 5 dicembre 1911 – Amburgo, 6 marzo 1990) è stato un orientalista e iranista tedesco.

## Biografia
Nato in una famiglia cattolica, Bertold Spuler studiò dapprima nel Bismarck Gymnasium di Karlsruhe, per poi approdare a livello universitario ad Heidelberg (1930-31), a Monaco di Baviera (1931-33), l'estate del 1932 nell'Università di Amburgo e infine nell'Università di Breslavia. 
Ebbe tra i suoi maestri il meglio dell'orientalistica tedesca: da Gotthelf Bergsträsser a Rudolf Strothmann, da Carl Brockelmann a Rudolf Sellheim.
Iniziò la sua carriera accademica come Hochschulassistent nella seconda metà degli anni trenta nell'Università di Berlino, per poi passare come Privatdozent (libero docente) nell'Istituto islamico dell'Università di Gottinga, di cui divenne più tardi direttore.
Fu chiamato come professore ordinario (Ordentlicher Professor) nell'Università di Monaco ma, per una serie di problemi legati alla guerra, non entrò mai a far parte in pianta stabile del suo organigramma. 
Colpito dalla misura di "denazistificazione" per le sue attività di docente presso il ministero della Guerra tedesco durante la guerra, fu finalmente chiamato nel 1953, come Ordentlicher Professor di Semitistica nell'Università di Amburgo, dove insegnò fino al suo pensionamento nel 1980.
Fu visiting professor nelle università di Ankara, Istanbul, Bordeaux, Baghdad, Kabul, all'University of California Los Angeles e al Collège de France di Parigi.
Parlava, oltre al tedesco, all'arabo, persiano e al turco, anche il francese, l'inglese, l'italiano, lo spagnolo, il russo, il polacco e l'ebraico.
Condusse la rivista Der Islam (fondata da Carl Heinrich Becker) e fece parte dei Consigli Scientifici di Saeculum e dell'Handbuch der Orientalistik.

## Opere scelte
- Die Mongolen in Iran: Politik, Verwaltung und Kultur der Ilchanzeit 1220-1350, Lipsia, 1939
- Die Goldene Horde: Die Mongolen in Rußland, 1223-1502, Lipsia, 1943
- Iran in früh-islamischer Zeit: Politik, Kultur, Verwaltung und öffentliches Leben zwischen der arabischen und der seldschukischen Eroberung, 633 bis 1055, Wiesbaden, 1952 (trad. sotto il titolo Tāriḵ-e Irān dar qorun-e noḵustin-e eslāmi, ad opera di ʿAbd-al-Jawād Falāṭuri, Tehran, 1970)
- Die Chalifenzeit: Entstehung und Zerfall des islamischen Weltreiches, Leida, 1952 (trad. sotto il titolo The Age of the Caliphs, a cura di F. R. C. Bagley, 'The Muslim World: A Historical Survey 1, Leida, 1960).